# Дадо Пршо
Дадо Пршо (хорв. Dado Pršo, * 5 листопада 1974, Задар) — хорватський футболіст, нападник.
Насамперед відомий виступами за клуби «Монако» та «Рейнджерс», а також за національну збірну Хорватії.
Дворазовий чемпіон Франції. Володар Суперкубка Франції. Володар Кубка французької ліги. Чемпіон Шотландії. Володар Кубка шотландської ліги. 

## Клубна кар'єра
Вихованець юнацьких команд футбольних клубів «Задар» та «Хайдук» (Спліт).
У дорослому футболі дебютував у 1992 році виступами за команду клубу «Пазинка», в якій провів один сезон. 
Згодом з 1993 до 1999 року грав у складі команд французьких клубів «Руан», «Фрежус-Сен-Рафаель» та «Аяччо». Кольори останньої команди захищав на умовах оренди з клубу «Монако».
1999 року повернувся до «Монако». Цього разу відіграв за команду з Монако наступні п'ять сезонів своєї ігрової кар'єри. Більшість часу, проведеного у складі «Монако», був основним гравцем атакувальної ланки команди. Виступаючи за «Монако», двічі ставав чемпіоном Франції.
У 2004 році перейшов до шотландського клубу «Рейнджерс», за який відіграв 3 сезони. Граючи у складі «Рейнджерс» також здебільшого виходив на поле в основному складі команди. За цей час додав до переліку своїх трофеїв титул чемпіона Шотландії. Завершив професійну кар'єру футболіста виступами за команду «Рейнджерс» у 2007 році.

## Виступи за збірну
У 2003 році дебютував в офіційних матчах у складі національної збірної Хорватії. Протягом кар'єри у національній команді, яка тривала 4 роки, провів у формі головної команди країни 32 матчі, забивши 9 голів. У складі збірної був учасником чемпіонату Європи 2004 року та чемпіонату світу 2006 року.

## Титули і досягнення

### Командні
- Чемпіон Франції (2):

«Монако»:  1996–97, 1999–00
- Володар Суперкубка Франції (1):

«Монако»:  2000
- Володар Кубка французької ліги (1):

«Монако»:  2002–03
- Чемпіон Шотландії (1):

«Рейнджерс»:  2004–05
- Володар Кубка шотландської ліги (1):

«Рейнджерс»:  2004–05

### Особисті
- 2003, 2004, 2005 - Футболіст року у Хорватії